# 齋藤真麻理
齋藤 真麻理（さいとう まおり、1966年 - ）は、日本の国文学者。専門は日本中世文学。国文学研究資料館教授、総合研究大学院大学先端学術院日本文学研究コース長。説話文学会委員。

## 人物・経歴
東京都生まれ。1993年成城大学大学院文学研究科博士課程単位取得退学。成城大学民俗学研究所研究員を経て、1995年国文学研究資料館助手。1998年成城大学より博士（文学）の学位を取得。
2004年国文学研究資料館助教授。2007年国文学研究資料館准教授。2015年国文学研究資料館教授、総合研究大学院大学文化科学研究科日本文学研究専攻教授。
2021年総合研究大学院大学文化科学研究科日本文学研究専攻長、総合研究大学院大学教育研究評議会委員。2023年総合研究大学院大学先端学術院日本文学研究コース長、総合研究大学院大学教育研究評議会委員。専門は室町時代の学芸・絵画。説話文学会委員。

## 著書
- 『一乗拾玉抄の研究』（中野真麻理名義）臨川書店 1999年
- 『異類の歌合: 室町の機智と学芸』吉川弘文館 2014年
- 『妖怪たちの秘密基地 : つくもがみの時空』平凡社 2022年